# ملوية بوابية
المَلْوِيَّة البَوَّابِيَّة (باللاتينية: Helicobacter pylori) المعروفة أيضا باسم جرثومة المعدة، هي بكتيريا سالبة الجرام، أليفة الهواء القليل، ملوية توجد عادة في المعدة. يعتقد أن شكلها الملوي (الذي اشتق منه اسم الجنس، الملوية) قد تطور لاختراق البطانة المخاطية للمعدة وبالتالي الإصابة بالعدوى. تُعُرِّفَ على البكتيريا لأول مرة في عام 1982 من قبل الأطباء الأستراليين باري مارشال وروبن وارن. ارتبطت الملوية البوابية بسرطان الأنسجة اللمفاوية المرتبطة بالغشاء المخاطي في المعدة، المريء، القولون، المستقيم، أو الأنسجة حول العين (تسمى سرطان الغدد الليمفاوية ذو الخلايا البائية خارج العقد في العضو المذكور).
عدوى المعدة بالملوية البوابية ليست سبب المرض نفسه؛ معظم الحالات الإيجابية للملوية البوابية لا أعراض لها. لكن الاستعمار المستمر يمكن أن يؤدي إلى عدد من الاضطرابات في المعدة أو خارجها. قد تسبب أحيانا التهاب المعدة، أو قرحة في المعدة أو الجزء الأول من الأمعاء الدقيقة. ترتبط العدوى أيضا بتطور بعض أنواع السرطان. اقترح العديد من المحققين أن الملوية البوابية تسبب أو تمنع مجموعة واسعة من الأمراض الأخرى، ولكن العديد من هذه العلاقات لا تزال مثيرة للجدل.
تشمل المضاعفات خارج المعدة التي تم ربطها بالملوية البوابية فقر الدم إما بسبب نقص الحديد أو نقص فيتامين بي12، مرض السكري، القلب والأوعية الدموية وبعض الاضطرابات العصبية. تشير دراسات أخرى إلى وجود صلة عكسية بين الملوية البوابية والربو، ارتجاع المريء، وغيرها.
تشير بعض الدراسات إلى أن الملوية البوابية تلعب دورا مهما في بيئة المعدة الطبيعية، على سبيل المثال من خلال التأثير على نوع البكتيريا التي تستعمر الجهاز الهضمي. تشير دراسات أخرى إلى أن السلالات غير المسببة للأمراض من الملوية البوابية قد تنظم إفراز حمض المعدة بشكل مفيد، وتنظم الشهية.
في عام 2023، تشير التقديرات إلى أن حوالي ثلثي سكان العالم أصيبوا بعدوى الملوية البوابية، وهي أكثر شيوعا في البلدان النامية. انخفض الانتشار في العديد من البلدان بسبب علاجات الاستئصال بالمضادات الحيوية، مثبطات مضخة البروتون، ومع زيادة مستويات المعيشة.

## علم الأحياء الدقيقة
جرثومة الملوية البوابية هي نوع من البكتيريا سلبية الغرام في جنس جرثومة الملوية البوابية. حوالي نصف سكان العالم مصابون بجرثومة الملوية البوابية ولكن سلالات قليلة فقط هي المسببة للأمراض. جرثومة الملوية البوابية هي بكتيريا حلزونية ذات شكل حلزوني في الغالب، وغالبًا ما توصف بأنها ذات شكل حلزوني أو حرف S. الشكل الحلزوني للبكتيريا أكثر ملاءمة للتقدم عبر الغشاء المخاطي اللزج المبطن للمعدة، ويتم الحفاظ عليه بواسطة عدد من الإنزيمات في ببتيدوجليكان جدار الخلية. تصل البكتيريا إلى الغشاء المخاطي الأقل حمضية باستخدام أسواطها. أظهرت ثلاث سلالات تمت دراستها اختلافًا في الطول من 2.8 إلى 3.3 ميكرومتر ولكن قطرًا ثابتًا إلى حد ما من 0.55 إلى 0.58 ميكرومتر. يمكن أن تتحول البكتيريا الملوية البوابية من شكل حلزوني إلى شكل كروي غير نشط يمكنه التهرب من الجهاز المناعي، وقد يصبح قادرًا على الحياة، والمعروف باسم قابل للحياة ولكن غير قابل للزراعة (VBNC).
البكتيريا الملوية البوابية هي بكتيريا محبة للهواء - أي أنها تتطلب الأكسجين، ولكن بتركيز أقل من تركيزه في الغلاف الجوي. تحتوي على هيدروجيناز يمكنه إنتاج الطاقة عن طريق أكسدة الهيدروجين الجزيئي (H2) الذي تصنعه البكتيريا المعوية.
يمكن إثبات وجود بكتيريا الملوية البوابية في الأنسجة عن طريق صبغة غرام، وصبغة جيمسا، وصبغة H&E، وصبغة وارثين-ستاري الفضية، وصبغة أكريدين البرتقالية، والمجهر التبايني الطوري. وهي قادرة على تكوين أغشية حيوية. وتساعد الأغشية الحيوية في إعاقة عمل المضادات الحيوية ويمكن أن تساهم في فشل العلاج.
لاستعمار مضيفها بنجاح، تستخدم بكتيريا الملوية البوابية العديد من عوامل الضراوة المختلفة بما في ذلك الأوكسيديز والكاتالاز واليورياز. يعد اليورياز البروتين الأكثر وفرة، حيث يمثل تعبيره حوالي 10% من إجمالي وزن البروتين.
تمتلك جرثومة الملوية البوابية خمس عائلات رئيسية من بروتينات الغشاء الخارجي. وتشمل أكبر العائلات البروتينات المعروفة والمفترضة. والعائلات الأربع الأخرى هي البروتينات البورانية وناقلات الحديد والبروتينات المرتبطة بالسوط والبروتينات ذات الوظيفة غير المعروفة. ومثل البكتيريا سلبية الغرام النموذجية الأخرى، يتكون الغشاء الخارجي للجسيمات الملوية البوابية من الفسفوليبيدات والليبوبولي سكاريد (LPS). وقد يكون مستضد O للجسيمات الملوية البوابية متحولًا إلى فوكوزيلات ويحاكي مستضدات فصيلة الدم لويس الموجودة على ظهارة المعدة.

### الجينوم
تتكون الجرثومة الملوية البوابية من مجموعة كبيرة ومتنوعة من السلالات، وقد تم تسلسل مئات الجينومات بالكامل. يتكون جينوم السلالة 26695 من حوالي 1.7 مليون زوج قاعدي، مع حوالي 1576 جينًا. يحتوي الجينوم الشامل، أي المجموعة المجمعة من 30 سلالة متسلسلة، على 2239 عائلة بروتينية (مجموعات متماثلة OGs). ومن بينها، تم الحفاظ على 1248 مجموعة متماثلة في جميع السلالات الثلاثين، وتمثل النواة الشاملة. تتوافق 991 مجموعة OGs المتبقية مع الجينوم الإضافي حيث توجد 277 مجموعة OGs فريدة لسلالة واحدة.
هناك أحد عشر نظام تعديل تقييدي في جينوم H. pylori. وهذا عدد مرتفع بشكل غير عادي يوفر دفاعًا ضد البكتيريا.

### النسخ الجيني
أعطى تحليل النسخ الجيني للخلية الواحدة باستخدام تسلسل الحمض النووي الريبي للخلية الواحدة النسخ الجيني الكامل للبكتيريا الملوية البوابية والذي نُشر في عام 2010. وأكد هذا التحليل للنسخ الجيني الحث الحمضي المعروف لمواقع الضراوة الرئيسية، بما في ذلك أوبيرون اليورياز (ure) وجزيرة مسببات الأمراض Cag. وحدد ما مجموعه 1907 موقع بداية للنسخ و337 أوبيرون أولي و126 أوبيرون فرعي إضافي و66 مونوسيسترون. وحتى عام 2010، لم يكن معروفًا سوى حوالي 55 موقع بداية للنسخ (TSS) في هذا النوع. كما أن 27% من مواقع بداية النسخ الأولية هي أيضًا مواقع بداية نسخ مضادة للحس، ما يشير إلى أن النسخ المضاد للحس يحدث عبر جينوم البكتيريا الحلزونية البوابية بالكامل - على غرار الإشريكية القولونية. ويرتبط موقع بداية نسخ مضاد للحس واحد على الأقل بحوالي 46% من جميع إطارات القراءة المفتوحة، بما في ذلك العديد من الجينات المنزلية. يبلغ طول حوالي 50% من سلاسل 5′ UTRs (تسلسلات القائد) 20-40 نوكليوتيدًا (nt) وتدعم نموذج AAGGag الواقع على بعد حوالي 6 nt (المسافة المتوسطة) قبل الكودونات البادئة كتسلسل Shine-Dalgarno المتفق عليه في H. pylori.

### البروتيوم
تم تحليل بروتيوم الملوية البوابية بشكل منهجي وتم الكشف عن أكثر من 70% من بروتيناته بواسطة مطياف الكتلة، وغيره من الطرق. تم تحديد حوالي 50% من البروتيوم، مما يدل على عدد نسخ البروتين في الخلية النموذجية.
حددت دراسات التفاعل أكثر من 3000 تفاعل بين بروتينات. وقد قدم هذا معلومات حول كيفية تفاعل البروتينات مع بعضها البعض، إما في مجمعات بروتينية مستقرة أو في تفاعلات أكثر ديناميكية وعابرة، والتي يمكن أن تساعد في تحديد وظائف البروتين. وهذا بدوره يساعد الباحثين على معرفة وظيفة البروتينات غير المحددة، على سبيل المثال عندما يتفاعل بروتين غير محدد مع العديد من بروتينات الريبوسوم (أي أنه من المرجح أن يشارك أيضًا في وظيفة الريبوسوم). حوالي ثلث جميع البروتينات البالغ عددها حوالي 1500 بروتين في بكتيريا الملوية البوابية تظل غير محددة ووظيفتها غير معروفة إلى حد كبير.

## العلامات والأعراض
لا يعاني معظم الأشخاص المصابين بالملوية البوابية أبدا من أعراض أو مضاعفات. ومع ذلك، فإن الأفراد المصابين بالملوية البوابية لديهم خطر الإصابة بالقرحة الهضمية بنسبة 10٪ إلى 20٪ مدى الحياة.
قد يكون التهاب المعدة الناجم عن الملوية البوابية هو التهاب المعدة الحاد مع ألم في المعدة أو غثيان. في بعض الأحيان يصاحب الاكتئاب والقلق عسر الهضم. عندما يتطور هذا إلى التهاب المعدة المزمن، أو القرحة، تكون الأعراض هي نفسها ويمكن أن تشمل عسر الهضم، ألم المعدة أو البطن، الغثيان، الانتفاخ، التجشؤ، الشعور بالجوع في الصباح، الشعور بالشبع في وقت مبكر جدا، وأحيانا القيء، وحرقة الفؤاد، رائحة الفم الكريهة، وفقدان الوزن.
يمكن أن يحدث نزيف في المعدة أيضا كما يتضح من مرور البراز الأسود؛ قد يسبب النزيف المطول فقر الدم مما يؤدي إلى الضعف والتعب. إذا كان النزيف غزيرا، فقد يحدث تقيؤ الدم، تغوط الدم أو براز اسود. من المرجح أن يؤدي التهاب البوابية، التي تربط المعدة بالاثني عشر، إلى قرحة الإثني عشر، في حين أن التهاب الجسم (أي جسم المعدة) من المرجح أن يؤدي إلى قرحة المعدة. قد يصاب الأفراد المصابون بالملوية البوابية أيضا بأورام حميدة في القولون والمستقيم أو معدية، أي نمو غير سرطاني للأنسجة البارزة من الأغشية المخاطية لهذه الأعضاء. عادة ما تكون هذه الأورام الحميدة بدون أعراض ولكن الزوائد الحميدة في المعدة قد تكون سبب لعسر الهضم، حرقة الفؤاد، النزيف من الجهاز الهضمي العلوي، ونادرا ما تؤدي إلى انسداد مخرج المعدة بينما قد تكون الزوائد اللحمية في القولون سبب لنزيف المستقيم، فقر الدم، الإمساك، الإسهال، نقص الوزن، وألم البطن.
الأفراد المصابون بعدوى الملوية البوابية المزمنة وطويلة الأمد لديهم خطر متزايد للإصابة بسرطان مرتبط مباشرة بهذه العدوى.

## تاريخ الاكتشاف
تم اكتشاف الملوية البوابية في 1982 على يد العالمان الأستراليين روبن وارن وباري مارشال. أكد العالمان في ورقة بحثهم أن سبب معظم حالات قرحة والتهاب المعدة هو مستعمرات البكتريا وليس التوتر أو الطعام ذي البهارات كما أعتُقِد سابقاً.
قوبلت فرضية العلاقة بين الملوية البوابية والقرحة الهضمية بفتور، لذا ولكي يثبت صحة فرضيته، قام باري مارشال بشرب صحن بتري محتويا على مزرعة من العضيات الحية المستخرجة من معدة مريض، وسرعان ما أصيب بالتهاب في المعدة. اختفت أعراض الالتهاب في غضون أسبوعين ولكنه تناول مضادات حيوية للقضاء على ما تبقى من البكتريا تحت إلحاح زوجته، حيث أن رائحة الفم الكريهة هي إحدى أعراض الالتهاب. نشرت هذه الدراسة في عام 1984 في الدورية الطبية الأسترالية وتعتبر إحدى أكثر المقالات التي شيد بها في الدورية.
في العام 2005، قام معهد كارولينسكا في ستوكهولم بتقديم جائزة نوبل في الطب والفيزيولوجيا إلى وارن ومارشال لاكتشافهم دور الملوية البوابية في حدوث التهاب المعدة والقرحة الهضمية. استمر الدكتور مارشال في القيام بأبحاث تتعلق بالملوية البوابية ويدير معمل بيولوجيا حيوية بجامعة غرب أستراليا في بيرث.

## التشخيص
يتم تشخيص الإصابة بهذه الجرثومة عن طريق ثلاثة فحوصات متداولة:
- الفحص الأول في الدم ويتم فيه البحث عن الاجسام المضادة «جسم مضاد»
- الفحص الثاني في البراز ويتم في البحث عن الجرثومة مباشرة وهو يسمى بالبحث عن «مولد الضد»
- الفحص الثالث يتم عن طريق (الزفير) وهو ما يعرف باسم البولة التنفسية UBT حيث يتم إعطاء المصاب مشروب اليوريا الذي يحتوي على كربون 14 أو 13 ومن ثم البحث عن غاز ثاني أكسيد الكربون CO2 الذي يتم جمعه ومعايرته بطريقة فحص الزفير باليوريا [47][48]

## العلاج
عندما يتم الكشف عن وجود البكتيريا الملوية البوابية عند شخص مصاب بالقرحة الهضمية فإن الإجراء المعتاد هو القضاء على البكتيريا وإعطاء المجال للقرحة بالشفاء. إن أول خطوة للعلاج هي تطبيق العلاج الثلاثي لمدة أسبوع واحد والذي يتألف من مثبطات مضخة البروتون مثل أوميبرازول، ومضادات حيوية مثل كلاريثروميسين وأموكسيسيلين.
وجد أن أعداد متزايدة من الأفراد المصابين يستضيفون بكتيريا مقاومة للمضادات الحيوية. وهذا يؤدي إلى فشل العلاج الأولي ويحتاج المريض إلى تكرار العلاج بالمضادات الحيوية أو استعمال طريقة أخرى للعلاج
مثل العلاج الرباعي الذي يضيف معلق البيزميث مثل سليساليت البيزميث لعلاج سلالات الملوية البوابية المقاومة للكلاريثروميسين. وقد اقترح استخدام ليفوفلوكساسين كجزء من العلاج.
وجدت مقالة في المجلة الأمريكية للتغذية العلاجية أن تناول بكتيريا حمض اللاكتيك يؤثر على التهاب الملوية البوابية على الحيوان والإنسان مع ملاحظة أن التزود بغذاء اللبن المدعم ب (Lactobacillus—and Bifidobacterium (AB-yogurt) أظهر تحسن في معدلات القضاء على بكتيريا الملوية البوابية عند الإنسان.

## الوقاية
الملوية البوابية هو السبب الرئيسي لأمراض معينة في الجهاز الهضمي العلوي، حيث يزيد ارتفاع المقاومة للمضادات الحيوية من الحاجة إلى إستراتيجية وقائية للبكتيريا، وقد أظهرت دراسات عن اللقاح واسعة النطاق على الفئران نتائج واعدة.
هناك العديد من الأطعمة قد تكون مفيدة للوقاية وهي: الشاي الأخضر، براعم القرنبيط، قنبيط أخضر، الثوم، البروبايوتيك والفليفونويد.